# Ołeksandr Łochmanczuk
Ołeksandr Łochmanczuk (ukr. Oлександр Лохманчук; ur. 28 maja 1973 w Kerczu) – ukraiński koszykarz, reprezentant kraju, występujący na pozycji silnego skrzydłowego, posiadający także austriackie obywatelstwo, po zakończeniu kariery zawodniczej trener koszykarski.

## Osiągnięcia
Stan na 15 kwietnia 2022, na podstawie, o ile nie zaznaczono inaczej.

### Drużynowe
- Mistrz Ukrainy (1992, 1995–1997, 2004, 2005)
- 3. miejsce:
  - podczas mistrzostw Niemiec (2001, 2002)
  - w Pucharze Niemiec (2001, 2002)
- Zdobywca Pucharu Ukrainy (1996)
- Finalista Pucharu Ukrainy (1993)

### Reprezentacja
Seniorska
- Uczestnik:
  - mistrzostw Europy (1997 – 13. miejsce, 2003 – 14. miejsce)
  - kwalifikacji do Eurobasketu (1995, 1997, 1999, 2001, 2003)

Młodzieżowe
- Brązowy medalista mistrzostw Europy U–18 (1992)[3]

### Trenerskie
- Wicemistrzostwo Ukrainy (2010, 2019 – jako asystent)